# Hatitia sericea
Hatitia sericea là một loài nhện trong họ Anyphaenidae.
Loài này thuộc chi Hatitia. Hatitia sericea được Ludwig Carl Christian Koch miêu tả năm 1866.